# Эстрада Фелис, Хенаро
Хенаро Эстрада Фелис (исп. Genaro Estrada Félix; 2 июня 1887, Масатлан, Синалоа — 29 сентября 1937, Мехико) — мексиканский журналист и дипломат.
С 12 лет сотрудничал в региональном журнале «La Bohemia Sinaloense», в 1907 г. основал и до 1911 г. редактировал ежемесячный журнал «El Monitor Sinaloense». С 1912 г. в Мехико, работал как журналист, преподавал в Национальной подготовительной школе (колледж), затем на литературно-философском факультете Национального университета, занимал пост секретаря Мексиканского общества географии и страноведения, в 1921 г. был учредителем Общества мексиканских библиофилов.
С 1924 г. на службе в министерстве иностранных дел; в 1930—1932 гг. в правительстве президента Ортиса Рубио занял пост министра иностранных дел. В этот период разработал и в выступлении в Лиге Наций 27 сентября 1930 г. огласил так называемую «доктрину Эстрады». В ней сама идея признания или непризнания государства и правительства со стороны других государств трактуется как нарушение принципа суверенитета и невмешательства во внутренние дела. Соответственно, иностранные правительства не должны судить, положительно или отрицательно, о чужих правительствах или изменениях в них правительствах.
В 1932—1934 гг. посол Мексики в Испании, затем занимал дипломатические должности в мексиканских представительствах в Португалии и Турции. В 1935 г. вышел в отставку, продолжив работу над изданием многотомного «Мексиканского историко-дипломатического архива».
Опубликовал роман Pero Galín (1926) и четыре сборника стихов, в том числе Escalera (1929) y Paso a nivel (1933).
Эстрада считается выдающимся сыном мексиканского штата Синалоа, в котором 27 сентября ежегодно отмечается как День Доктрины Эстрады, и одним из основоположников мексиканского внешнеполитического курса. В 1996 г. его имя было занесено на Стену почёта в здании Парламента Мексики.